# Tylöskog
Tylöskog ou Tylöskogen ( PRONÚNCIA) é uma vasta floresta montanhosa do sudoeste da Suécia, separando as províncias históricas de Närke e Västergötland. As três grandes florestas de Tylöskog, Tiveden e Kolmården formam uma barreira natural entre as duas grandes regiões históricas da Svealand e da Gotalândia.